# Adrianus Marinus van Beuge
Adrianus Marinus van Beuge (Wijk bij Duurstede, 18 januari 1859 – Nijmegen, 14 april 1945) was een Nederlands componist.

## Levensloop
Van Beuge werd in 1859 te Wijk bij Duurstede geboren als zoon van Adrianus Marinus van Beuge (1834-1890) en van Susanna Christina Nicolai (1834-1886). Van Beuge was een kleinzoon van Adrianus Marinus van Beuge (1798-1871), die directeur-eigenaar was van een kopergieterij. Zijn vader leefde als rentenier van de opbrengst van de door zijn grootvader verkochte kopergieterij. Dit gaf zijn vader de mogelijkheid om zijn muzikale liefhebberij ten volle te beoefenen. Deze gaf pro Deo les aan de kinderen van vrienden en bekenden. Van Beuge volgde in de muzikale voetsporen van zijn vader en werd componist, violist, dirigent en directeur van de muziekschool in Nijmegen. Hij was tevens organist bij de Hervormde gemeente in Elst. In 1895 kreeg hij een betrekking aangebodenals directeur van de Maatschappij voor toonkunst Aurora in Batavia. Het aanbod werd echter ingetrokken omdat de vorige directeur weer terugkeerde op zijn post.
Van Beuge trouwde op 19 december 1888 te Nijmegen met Susanna Margaretha Mary Balsem. Uit hun huwelijk werden twee dochters geboren:
- Susanna Christina Mary van Beuge (1889-1971), die onder de naam Suze Luger-van Beuge bekendheid kreeg als altzangeres.
- Marianne Constance van Beuge, zij trouwde, achtereenvolgens, met de leraar Romano Secondo Guarnieri en met de architect Caetano Minucci.

## Componist
Van A. M. van Beuge zijn verschillende muzikale composities bekend, zoals:
- Zangerslied, voor gemengd koor.
- Herfst, voor gemengd koor en orkest.
- Koningin-Wilhelmina-Cantate. Feestzang bij de troonsbestijging van H.M. Koningin Wilhelmina der Nederlanden, 31 Augustus 1898, op tekst van B. Ter Haar, voor soli, gemengd koor, kinderkoor en orkest, tekst gepubliceerd in Nijmegen bij H. ten Hoet, 1898.